# Champs de Mars: de rode toren
Champs de Mars: De Rode Toren (Frans: Champs de Mars: La Tour Rouge) is een schilderij van de Franse kunstschilder Robert Delaunay, geschilderd in 1911, olieverf op doek, 160,7 x 128,6 centimeter. Het toont een abstracte weergave van de Eiffeltoren, op de drempel van het door Delaunay gelanceerde orphisme. Het schilderij is thans in bezit van het Art Institute of Chicago.

## Context
In de eerste twee decennia van de twintigste eeuw maakte de Westerse beeldende kunst een stromachtige ontwikkeling door. In korte tijd ontstond vanuit de nog altijd figuratief georiënteerde stromingen van het impressionisme, het postimpressionisme en het symbolisme, een nieuwe modernistische stijl waarin abstractie het sleutelwoord was.
Ook de schilderstijl van Delaunay veranderde in die periode in halsbrekend tempo, dat gelijke tred hield met deze ontwikkeling. Nog maar een paar jaar voordat hij begon aan zijn Champs de Mars: La Tour Rouge, schilderde hij in de impressionistische stijl van de negentiende eeuw. Onder invloed van het kubisme en de Duitse kunstenaarsbeweging Der Blaue Reiter, waarmee hij in 1911 te München exposeerde, kroop zijn werk echter snel richting de abstracte kunst. Uiteindelijk ontwikkelde hij een geheel eigen stijl, het orphisme, waarin defragmentering en vlakkencompositie centraal stonden. Het figuratieve zou uiteindelijk volledig ondergeschikt worden.

## Afbeelding
De Eiffeltoren, toen nog het hoogste gebouw van de wereld, gold zeker aan het begin van de twintigste eeuw als het Franse symbool bij uitstek van de moderniteit. Delaunays Champs de Mars: La Tour Rouge is dan ook vooral bedoeld om de kracht en dynamiek van moderniteit en vernieuwing uit te stralen. Zijn rode toren rijst als een fenix op tussen de grauwe Parijse woonblokken. De atmosfeer wordt als het ware gedeconstrueerd in een ritmische werveling van levendige kleuren, hetgeen een sterk gevoel van beweging suggereert. Het grijze stadsgezicht fungeert daarbij als een soort omlijsting voor het onderwerp, als een tafereel dat bekeken wordt vanaf een balkon of door een raam. 
Champs de Mars: La Tour Rouge maakt deel uit van een reeks van schilderijen met de Eiffeltoren als onderwerp, die Delaunay tussen 1909 en het einde van zijn leven maakte. Zijn ontwikkeling richting als modernistische kunstenaar is langs deze 'Tour d'Eiffel'-serie dan ook uitstekend te volgen. Waar het hier besproken schilderij uit 1911 nog duidelijk figuratieve kenmerken heeft, zal hij al snel daarna een aantal werken maken waarin het onderwerp nauwelijks nog herkenbaar zou zijn. Later in zijn leven zou Delauney deze vroege modernistische periode zijn 'destructieve' fase noemen. Hij onderwerpt het gebied rondom de toren aan een grondige analyse en splitst de objecten op het doek naar goed kubistische gebruik uit in hun diverse contrasterende aspecten. Voorzichtig kunnen in zijn Champs de Mars: La Tour Rouge nog elementen van het impressionisme herkend worden, met name in licht- en kleurgebruik, maar al snel zou deze invloeden in zijn werk nagenoeg geheel zijn verdwenen.

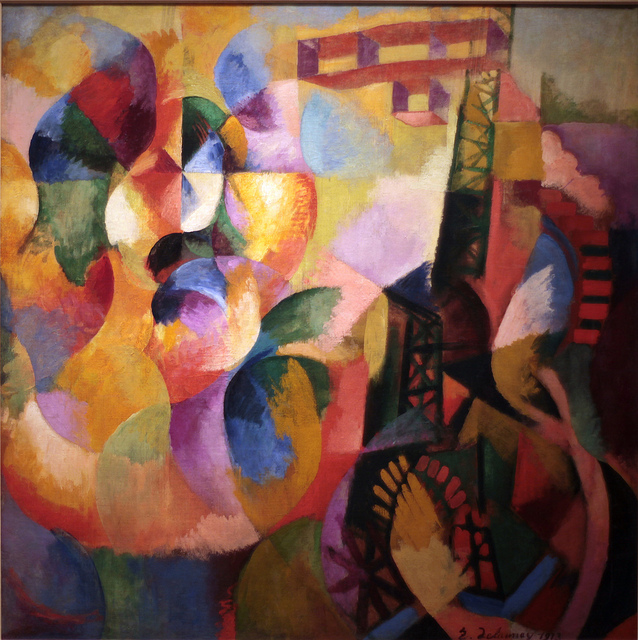
Soleil, tour, aéroplane, 1913. Het linkervlak toont ten volle het non-figuratieve vlakkenspel van het orphisme

## Aanpassingen
Delaunay stelde Champs de Mars: La Tour Rouge voor het eerst tentoon in 1912. Kritiek dat het werk 'onaf' zou zijn trok hij zich terdege aan. Vergelijkingen van foto's van het werk uit 1912  met de versie toen hij het voor de tweede maal exposeerde in 1923, tonen aan dat hij het nog intensief heeft bijgewerkt, in details maar ook qua compositie.